# Nachtschicht – Tod im Supermarkt
Nachtschicht – Tod im Supermarkt ist ein deutscher Spielfilm aus dem Jahr 2005. Er ist der dritte Teil der Filmreihe Nachtschicht.

## Handlung
Beim KDD geht ein Anruf einer Angestellten eines Supermarktes („Megamarkt“) ein, die aktuelle Gewaltübergriffe des Wachmannes Ivan Kempes meldet. Paula Bloom und Teddy Schrader machen sich sofort auf zum Tatort, können aber wenig ausrichten, da es sonst keinerlei Zeugen des Vorfalls gibt. Dennoch sind sie sich sicher, dass die Vorwürfe begründet sind und Einschüchterung, Machtmissbrauch und teils kriminelle Law-and-Order-Methoden in dem Supermarkt an der Tagesordnung sind. Noch am selben Abend wird Ivan Kempes tot im Hafen aufgefunden und so gerät der Marktleiter Theo Flipsen unter Verdacht, seinen unbequem gewordenen Angestellten aus dem Weg geräumt zu haben. Aber auch die Kellnerin Mona Lopez kommt als Täterin in Frage, da sie Kempes nach einer sexuellen Nötigung gedroht hatte, sich zu rächen, sowie die Ladendiebin Debbie Krüger, die von Kempes wiederholt erpresst wurde. Aber auch Kempes Kollegin Elsi Schramm, mit der er ein Verhältnis hatte, was er beenden wollte, hätte ein Motiv. Bei ihrer Vernehmung auf dem Revier belastet sie Marktleiter Theo Flipsen, der eigentliche Anstifter zu den sexuellen Übergriffen gegen die Frauen gewesen zu sein. Recherchen ergeben, dass er bereits im Ausland bei seinen Urlaubsaufenthalten wegen sexueller Nötigung auffällig geworden war. Die Aussage seiner Angestellten veranlassen das Nachtschicht-Team Flipsen festzunehmen. Dagegen setzt er sich zwar mit Waffengewalt zur Wehr, kann sich der Festnahme aber nicht entziehen.

## Rezeption

### Einschaltquote
Die Erstausstrahlung von Tod im Supermarkt wurde in Deutschland am 23. Januar 2006 von 6,20 Millionen Zuschauern gesehen und erreichte somit einen Marktanteil von 17,6 Prozent für das ZDF.

## Kritik
Rainer Tittelbach von Tittelbach.tv urteilte: „Tod im Supermarkt“ ist „visuell“ recht zurückhaltend und erzählt „von einem perfiden System sexueller Selbstjustiz. Die Selbstverständlichkeit, mit der hier körperlich Recht gesprochen wird, ist das eigentlich Schockierende des Films. Die Brutalität des Alltags spiegelt sich hier weniger in den Bildern, sie steckt stärker in den kranken Seelen der in den Fall involvierten Per- sonen. Seltsamerweise bleibt ausgerechnet die Frau für Herz, Verstand und Psyche, Paula Bloom, etwas blass.“
Das Lexikon des internationalen Films schrieb kurz: „Folge einer (Fernseh-)Krimireihe, die weniger die Lösung des Falles als genaue Milieuzeichnungen in den Vordergrund stellt.“
Tilmann P. Gangloff urteilte für kino.de und meinte: „Neben der auf reizvolle Weise schmutzig wirkenden Bildgestaltung […] fesselt der Film […][in seiner] lakonischer Inszenierung. Gerade die Details am Rande der Handlung sorgen für viel Kurzweil. Dabei zieht das Ermittlerquartett […] allerdings regelmäßig den Kürzeren, weil die Gastdarsteller die weitaus dankbareren Rollen haben. Neben Striesow gilt das vor allem für Vadim Glowna als Blinder mit Durchblick; seine Auftritte sind von fast schon skurriler Komik. Auch sie können jedoch nicht verhindern, dass der Film in der zweiten Hälfte ein wenig durchhängt.“
Die Kritiker der Fernsehzeitschrift TV Spielfilm werteten: „Beckers Hamburg-Krimi lebt von rotzfrechen Dialogen, Selbstironie und schrägen Kripotypen, die einen Gegenentwurf zum klassischen deutschen TV-Kommissar bilden. In dieser dritten Episode der Reihe gelingen den Gaststars Marie Bäumer und Devid Striesow superbe Verliererporträts. Rasant und schräg durch die Nacht.“
Bei quotenmeter.de schrieb Manuel Weis: „In ‚Nachtschicht: Tod im Supermarkt‘ ist Nichts wirklich gut, aber auch nichts schlecht. Der Film ist Mittelmaß. Herauszuheben ist die schauspielerische Leistung von Armin Rohde, der seine Figur sehr überzeugend spielt. Diesen Pluspunkt macht allerdings Minh-Khai Phan-Thi wieder wett, die dank gekünstelter Art nahezu jede Szene mit ihr zur Qual werden lässt.“

## Hintergrund
Die dritte Nachtschicht-Folge wurde vom 16. November bis zum 21. Dezember 2004 unter dem Arbeitstitel Blinde Wut in Hamburg gedreht.
Der Film erschien zusammen mit Nachtschicht – Der Ausbruch Anfang 2015 auf DVD.